# Билоконь, Николай Васильевич
Никола́й Васи́льевич Билоко́нь (укр. Микола Васильович Білоконь; род. 22 марта 1955) — министр внутренних дел Украины в 2003—2005 годах. Генерал-полковник милиции.

## Биография
Родился 22 марта 1955 года в с. Могилёвка Жмеринского района Винницкой области.
В 1973—1975 годах проходил службу в рядах Вооруженных Сил. С 1975 по 1994 год работал в органах внутренних дел на должностях: инспектора отдела уголовного розыска, инспектора управления охраны общественного порядка, старшего инспектора управления охраны общественного порядка, командира роты ППСМ УВД, заместителя начальника Минского РУВД г. Киева, заместителя начальника управления охраны общественного порядка УВД, начальника организационного отдела милиции общественной безопасности ГУООП МВД Украины. В 1981 году окончил Киевскую высшую школу МВД, в 1992 году — Академию МВД[уточнить], кандидат юридических наук.
С 1994 по 1996 год работал в центральном аппарате МВД Украины на должностях заместителя начальника Главного управления охраны общественного порядка, затем первого заместителя начальника Главного управления административной службы милиции.
С 1996 по 1999 год — начальник Главного управления административной службы милиции МВД Украины. С 1999 по 2001 год — начальник Управления МВД Украины в Кировоградской области. С ноября 2001 года — заместитель Главы Администрации Президента Украины — руководитель Главного управления по вопросам судебной реформы, деятельности военных формирований и правоохранительных органов.
С 27 августа 2003 по 3 февраля 2005 года — Министр внутренних дел Украины. Посол США Джон Эдвард Хербст называл репутацию министра внутренних дел Украины Николая Билоконя «неприемлемой».
В 2005 году Билоконь покинул Украину, чтобы избежать уголовного преследования после победы «оранжевой революции». В СМИ был опубликована копия паспорта бывшего министра внутренних дел Украины Николая Билоконя, которая свидетельствует о наличии у него российского гражданства.

## Награды
Медаль «За отличную службу по охране общественного порядка» (05.1990). Награждённый орденами: «За заслуги» III ст. (1999 г.), «За заслуги» II ст. (2002 г.).